# Лиственничная чехликовая моль

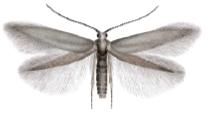

Лиственничная чехликовая моль (лат. Coleophora laricella) — вид молевидных бабочек-чехлоносок (Coleophoridae). Европа. Вредитель, повреждает древесные породы.

## Распространение
Встречается в Западной Европе (в основном, в Центральной и Северной Европе, включая северо-запад России), интродуцирован в Северную Америку.

## Описание
Мелкая молевидная бабочка (менее 1 см). Изначальным источником пищи в Европе является европейская лиственница или Larix decidua. Однако, когда Coleophora laricella был завезен в Северную Америку в середине XIX века, где он получил широкий ареал, то стал инвазивным дефолиатором нескольких видов рода Larix, особенно лиственницы западной Larix occidentalis и лиственницы американской Larix laricina.
Взрослые самки продуцируют 50-70 яиц, откладываемых по одному на иголки лиственницы. Новые яйца ярко-жёлтого цвета, но позже они становятся ярко-красными. Яйца имеют от 12 до 14 гребней, идущих от вершины до основания яйца. На участках с большой плотностью C. laricella, самки могут откладывать до 10 яиц на иглу. Личинки из яиц вылупляются примерно через две недели.
Гусеница имеет длину 5-6 мм, вылупляется из яиц в июле и окукливается примерно через 11 месяцев. Личинки первой и второй возрастных стадий вылупляются и выводятся прямо из яйца в иглу, и добывают пищу внутри иглы до августа или сентября, в течение которых выдолбленная игла превращается в особый футляр или чехол. После создания чехла личинка переходит к третьему возрасту, во время которого футляр прикрепляют к новой игле с помощью шелка. Личинка продолжает минировать иглы, отбрасывая старые чехлы. В октябре гусеницы готовятся к зимовке, прикрепляя свои чехлы к более прочным частям дерева (веткам, коре и т. д.). Когда наступает весна личинки линяют в четвёртую стадию возраста и продолжает минирование хвоинок.
Стадия куколки длится около двух недель в конце мая или начале июня. Он отмечен деградацией структуры хвоинки и чехла до сигарообразной формы и светло-серого цвета.
Взрослые бабочки мелкие (4-6 мм в длину и 6-10 мм размахе крыльев), очень узкие, серебристо-коричневого цвета. У них отсутствуют оцеллии и максиллярные щупики. Крылья дискальные, заостренные, с бахромой или «рваные». Имаго летают с мая по июль. Голова серая; усики серо-беловатые, очень нечетко окольцованы серым. Передние и задние крылья серые.

## Значение
Несмотря на то, что лиственницы сбрасывают хвою зимой и восстанавливают свою листву весной, повторяющееся сезонное поведение минирования гусениц C. laricella чрезвычайно опасно для дерева-хозяина. После пяти лет заражения у большинства видов Larix годовой прирост снижается на 97 %. Новый рост ограничен 50 %, что приводит к ежегодной потере $ 3 млн. Зараженные деревья также чрезвычайно восприимчивы к другим инвазиям и болезням, таким как армиллярная болезнь корней, вызываемая Armillaria sinapina.